# Ostrów Warcki
Ostrów Warcki – wieś w Polsce położona w województwie łódzkim, w powiecie sieradzkim, w gminie Warta nad zbiornikiem Jeziorsko. 
Do 1937 roku istniała gmina Ostrów Wartski. W latach 1975–1998 miejscowość administracyjnie należała do województwa sieradzkiego.